# Ulleres 3D
Les ulleres 3D són un tipus d'ulleres que permeten veure en tres dimensions certes imatges que en la pantalla són bidimensionals. Independentment del tipus d'ullera que sigui, l'efecte 3D s'aconsegueix enganyant a la vista, aconseguint que cadascun dels ulls vegin alguna cosa diferent (que en aquest cas sí que dependrà del tipus d'ullera 3D usada). Tot i que cada ull veu una imatge diferent, el cervell rep ambdues, recomponent la imatge com si fòs una sola i donant la sensació de profunditat, la sensació de tridimensionalitat.
En l'actualitat, el sistema aute-estereoscòpic ha fet que les ulleres 3D no siguin imprescindibles per aconseguir veure una projecció en 3D. Tot i així, sí que ho seran si parlem d'un sistema de projecció 3D estereoscópic.

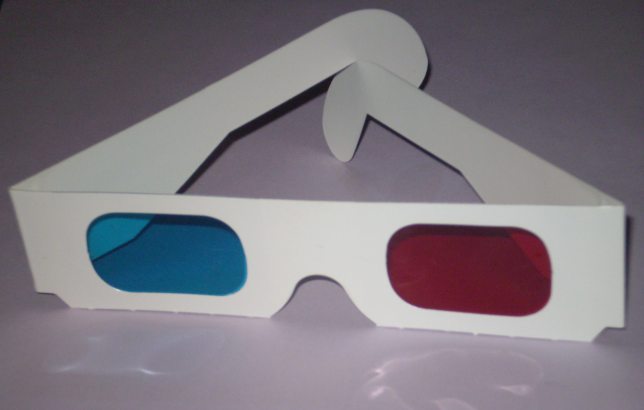
Ulleres anaglífiques.

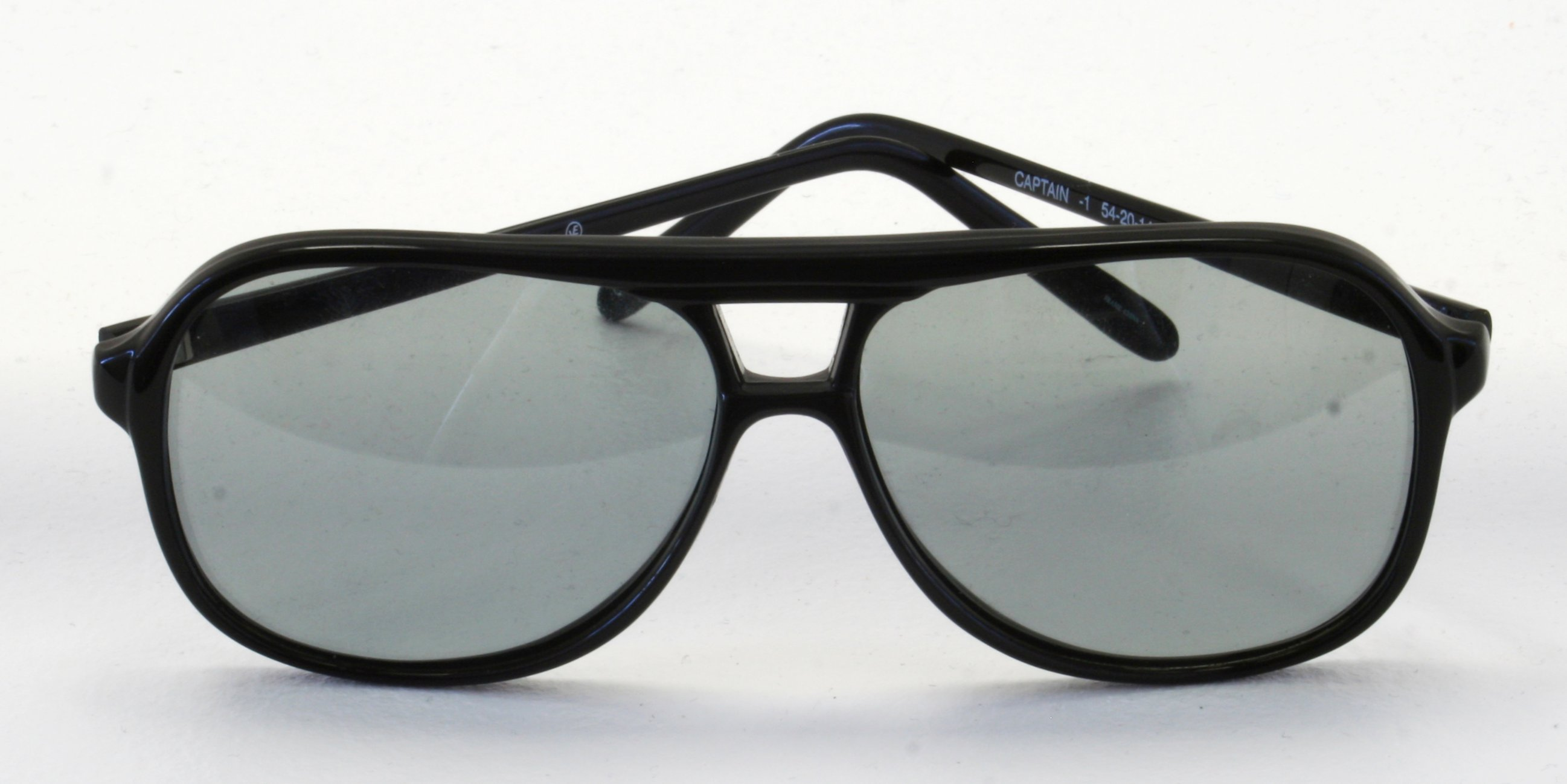
Ulleres polaritzades.

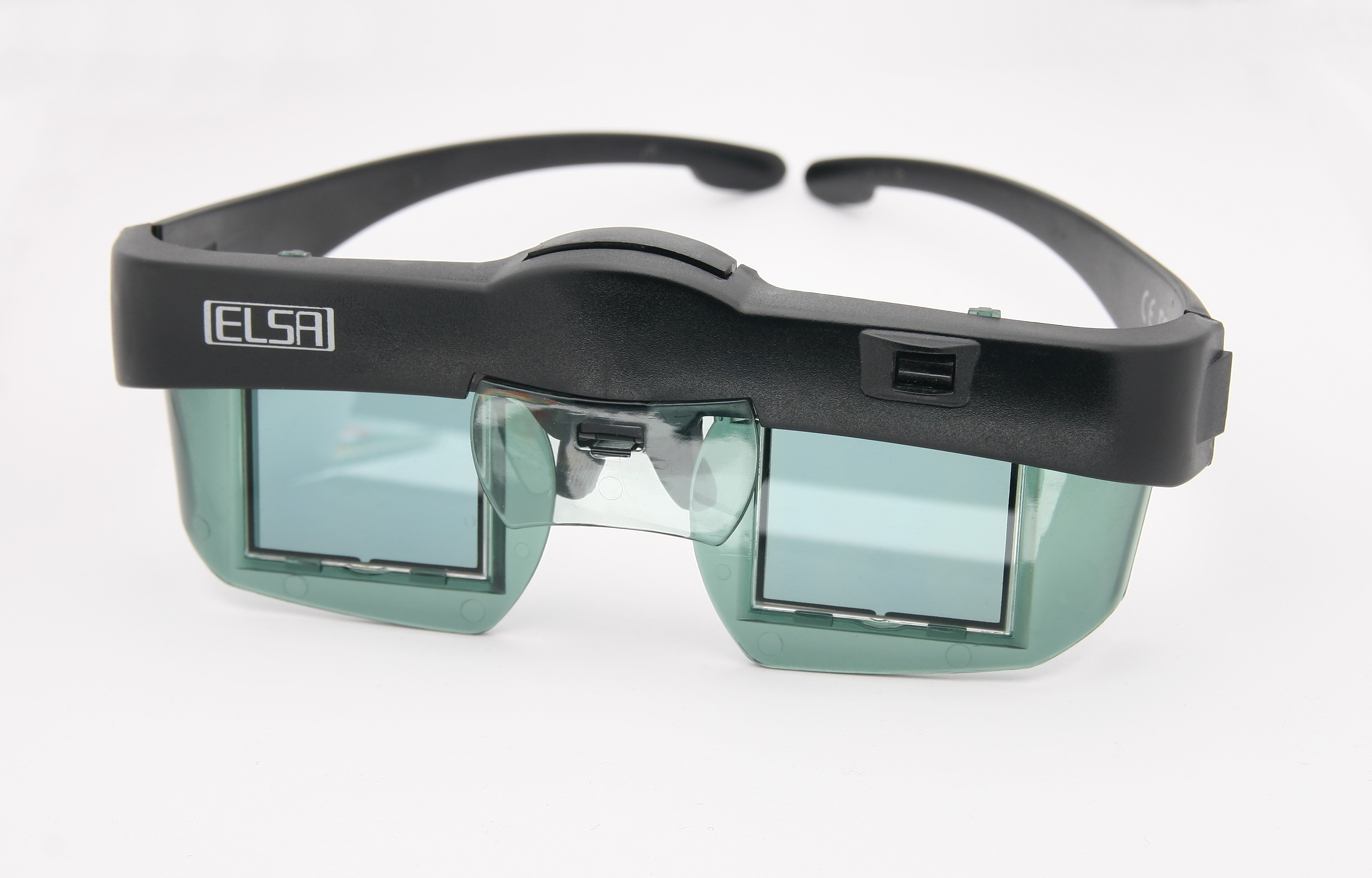
Ulleres LCD.

## Història
Les primeres ulleres 3D que es van inventar van ser les anaglíficas (o ulleres anáglifo). Aquestes usaven dos colors, el vermell i el blau (o el vermell i el verd). Els colors, en realitat, no tenen importància, ja que el primordial és que simplement siguin completament oposats en la roda cromàtica, per tal d'aconseguir filtrar les imatges i crear l'efecte de tridimensionalitat. Des de 1972, quan les ulleres anaglíficas van sorgir, les ulleres 3D han anat evolucionant, fins a arribar a distingir dues categories, més endavant explicades: les ulleres actives i les ulleres passives.

## Funcionament
En mirar la pantalla sense les ulleres 3D, podem veure dues imatges desincronitzades, amb colors blau i vermell o una escala de grisos desfasada. És en posar-se les ulleres quan s'aconsegueix veure una sola imatge en tres dimensions. Actualment, les tècniques han evolucionat molt, permetent aconseguir resultats més reals tant en les projeccions en cinema com el digital 3D.
Per aconseguir veure correctament en tres dimensions en una pantalla bidimensional cal tenir en compte dues coses: el tipus de projecció i el tipus d'ulleres 3D que permeti veure correctament la projecció.
Els lents 3D principalment s'utilitzen en la reproducció de contingut estereoscópico. Diferenciem dos tipus diferents d'ulleres que ens permeten el visionat de pel·lícules en digital 3D: les ulleres actives i les passives. La principal diferència es deu a la sala de projecció. Si en la projecció no es realitza cap filtratge de les imatges, es necessitarà unes ulleres actives que permetin el filtrat de les imatges per a cada ull.

## Ulleres estereoscòpiques passives
Les ulleres passives són els sistemes més antics d'ulleres 3D. Mitjançant un cristall amb diferent polarització per a cada costat, s'encarregaran que cada ull només vegi la imatge que li correspon, filtrant així les imatges projectades en la pantalla cap a l'ull esquerre i el dret a la vegada. Les ulleres fan que un ull vegi les línies parells i l'altre les senars, creant posteriorment el cervell la sensació de tridimensionalidad en ajuntar ambdues informacions.
A diferència de les ulleres actives, les ulleres passives no requereixen d'una font d'energia o bateries per poder veure el contingut en 3D, ja que no realitzen cap tipus d'acció mecànica. No requereixen, per tant, de sistemes electrònics.
L'avantatge dels sistemes passius respecte dels sistemes actius resideix en les pròpies ulleres, que són barates, no requereixen alimentació i no necessiten sincronització amb la pantalla. Entre lse desavantatges estan la disminució de la resolució vertical a la meitat, i que l'eficiència de transmissió és més pobra, per la qual cosa la imatge emesa és més fosca que l'original.
Actualment existeixen diferents tipus d'ulleres 3D de tipus passives, entre els quals destaquen les anaglíficas i les polaritzades:

### Ulleres anaglífiques
Les ulleres anaglífiques van ser els primers dispositius inventats per al visionat d'imatges estereoscópiques. Són unes ulleres que utilitzen filtres de colors per separar les dues imatges. Normalment se situa un filtre vermell en la lent de l'ull esquerre, i el blau en la lent dreta. L'ull cobert pel filtre vermell veu les parts vermelles de la imatge com a “blanc”, i les blaves com a “negre”, i l'ull cobert pel filtre blau percep l'efecte oposat. Mentres, les parts realment blanques o negres es veuen igual per ambdós ulls.
A part dels filtres vermell-blau, existeixen altres quatre combinacions possibles de colors per anáglifos purs: vermell-verd, vermell-cian, verd-magenta i blau-groc. Això es deu al fet que les ulleres anaglíficas funcionen sota el principi de tricromatricitat, és a dir, els tres colors primaris. En el cas dels colors clars aparellats amb foscos (per exemple vermell-cian o groc-blau) el color clar podria necessitar ser enfosquit, amb tal de permetre que tots dos ulls treballin al mateix temps, impedint l'efecte Pulfrich.
L'ús d'aquestes ulleres presenta un problema d'alteració dels colors, pèrdua de lluminositat i cansament visual si es realitza un ús perllongat d'aquestes.
Per a poder aconseguir veure en tres dimensions, és necessari que les imatges projectades tinguin els mateixos colors que els de les ulleres usades, cosa que limita la gamma de colors que es poden emplear en la projecció.

### Ulleres polaritzades
Les ulleres polaritzades són una evolució de les anaglíficas i, per tant, presenten una tecnologia més avançada que la d'aquesta. Utilitzen unes lents que filtren ones de llum i les projecten a certs angles. Les ulleres passives polaritzades tenen els eixos de polarització ortogonals (90° de diferència), de la mateixa manera que la pantalla, que polaritza les imatges esquerra i dreta amb eixos d'adreça també ortogonals, i és que cada lent només permet passar la llum que és polaritzada d'una forma compatible.
En la imatge dreta, la llum està polaritzada en un eix paral·lel a l'eix de la lent de l'ull dret, per la qual cosa aquest ull veu la imatge en la pantalla. Com l'eix és ortogonal respecte al polaritzador de la lent de l'ull esquerre, aquest no veu la imatge.
El sistema passiu utilitza la tècnica de micropolarización, en la qual ambdues imatges es mostren al mateix temps en una base d'alternança línia a línia, és a dir, una imatge polaritzada en les línies parells de la pantalla, i l'altra en les senars. El projector ha de tenir lents polaritzades, i la pantalla sobre la qual es projecti ha d'estar construïda de tal manera que no alteri o elimini la polarització de la llum.
Les ulleres polaritzades s'estan imposant davant les anaglíficas a causa que tenen una major fidelitat al color real i una millor experiència de tridimensionalitat.

#### Comparativa entre les característiques de les ulleres anaglíficas i les polaritzades
| Ulleres 3D   | Qualitat d'imatge      | Ergonomia | Tipus d'ulleres                | Cost    |
| ------------ | ---------------------- | --------- | ------------------------------ | ------- |
| Anaglífiques | Pèrdua de color        | Regular   | Ulleres de separació cromàtica | Barat   |
| Polaritzades | Pèrdua de lluminositat | Bona      | Ulleres de lents polaritzades  | Moderat |

## Ulleres estereoscòpiques actives
El funcionament de les ulleres actives consta a evitar que l'ull dret vegi les imatges que són per l'esquerre i viceversa, ja que la pantalla, en aquesta ocasió, ens mostra fotogrames tant per a l'ull esquerre com per al dret. Requereixen d'un sensor infraroig, el qual és el responsable o bé de donar l'ordre o bé de fer arribar o bé de bloquejar la imatge corresponent a cada moment. En coordinació perfecta amb això, les lents en les ulleres d'obturador actiu LCD canvien d'opaques a transparents. Per capturar l'experiència 3D, quan apareix la imatge esquerra en el vídeo 3D en la pantalla, el lent esquerre és transparent i el dret opac. A mesura que la pantalla canvia a la imatge dreta, el lent esquerre es torna opac i el lent dret canvia a transparent. Tot aquest procés es realitza a una velocitat molt elevada, tant que el nostre cervell és incapaç de notar el canvi, creant així una sola imatge i l'efecte tridimensional.
La ulleres actives porten cristalls LCD i circuitería, una bateria i el sensor infraroig, cosa que les fa, per tant, més pesades i més cares que les ulleres passives. Tenen, a més, l'inconvenient que redueixen la intensitat de la llum que percep l'usuari.
Es denominen actives, per tant, perquè són elles mateixes les que s'ocupen d'obturar i de desobturar a la mateixa freqüència que l'emissió de fotogrames, ja que el projector emet les imatges sense cap tipus de filtratge.

## Pros i contres del 3D estereoscòpic actiu i passiu
|         | Actiu                                                                             | Passiu                                                                                        |
| Pros    | - Qualitat d'imatge Full HD                                                       | - Imatge més lluminosa - Són més barates - No necessiten recàrrega de bateria                 |
| Contres | - Es veu des d'una posició fixa - Necessiten recàrrega de bateria - Són més cares | - Menys resolució (4K: 1080 línies 2K: 540 línies) - Línies lleugerament visibles en pantalla |